# 紅外檢測器

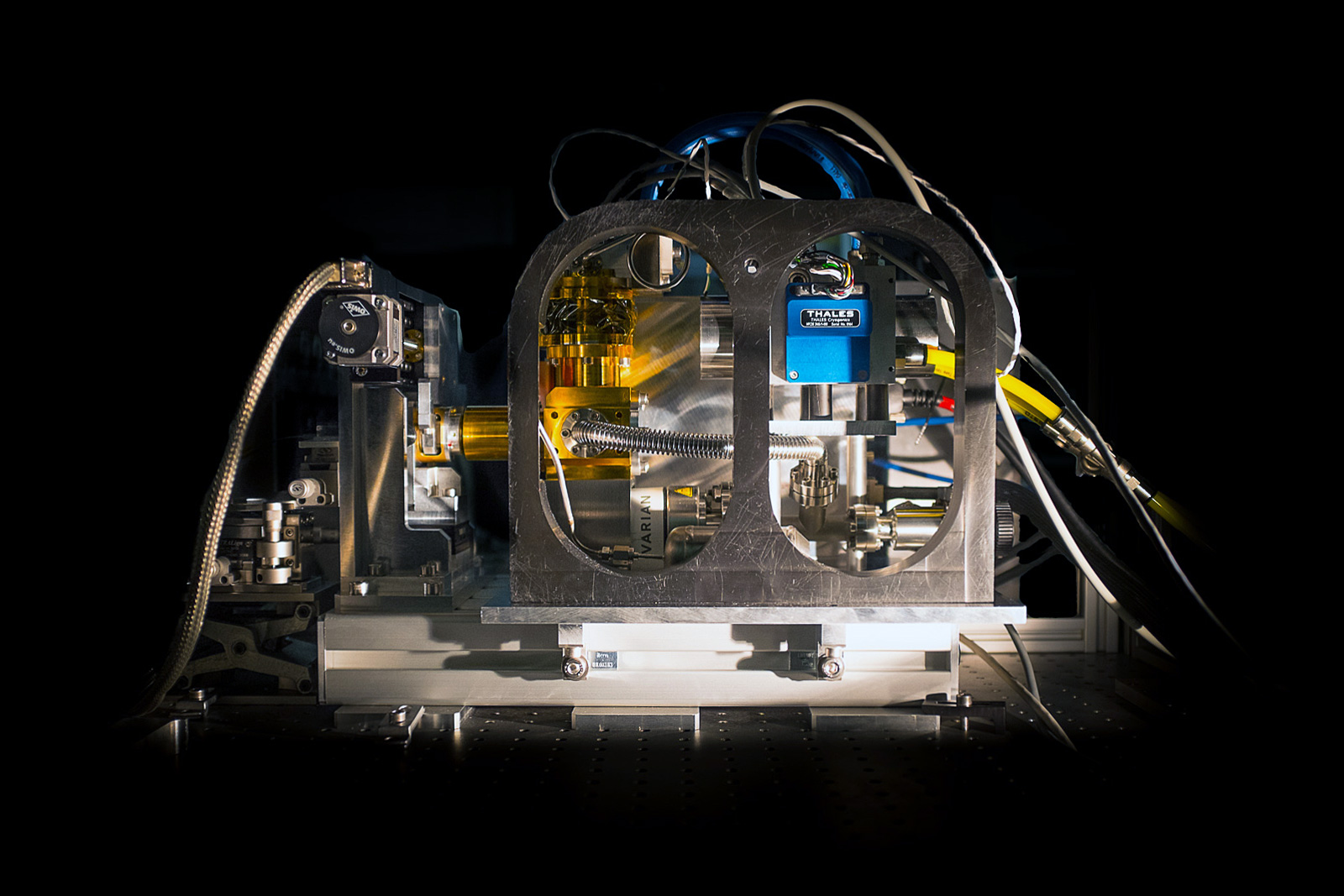
安装在ESO帕拉纳尔天文台PIONIER 仪器上的高速红外探测器原型。

红外探测器是对红外(IR)辐射做出反应的探测器。探测器的两种主要类型是热探测器和光子探测器（光电探测器）。
可以通过许多与温度相关的现象来跟踪入射红外辐射的热效应。 测辐射热计和微测辐射热计基于电阻的变化。热电偶和热电堆利用热电效应。格雷细胞遵循热膨胀。在红外光谱仪中，热释电探测器应用最广泛。
光子探测器的响应时间和灵敏度可能要高得多，但通常必须对其进行冷却以减少热噪声。其中的材料是具有窄带隙的半导体。入射的红外光子可以引起电子激发。在光电导探测器中，监控探测器元件的电阻率。光伏探测器包含一个pn 结，在光照下其上会出现光电电流。
红外探测器通过将其连接到带有铟凸块的读出集成电路而实现混合。这种混合被称为焦平面阵列。

## 探测器材料基础
窄带隙半导体为各种红外探测器材的材料基础，包括铋、锑、铟、镉、硒等元素的化合物及合金。 尖端高频功能性红外器件的研发常基于窄带隙的纳米材料。纳米窄带半导体中，量子限制效应和电子-空穴耦合存在相互作用，致使描述和设计常面临诸多挑战。 “兰克斯模型”将k·p 方法拓展到了非抛物线性的能带边结构，常用于处理红外范围内的电子光学。 利用密度泛函理论的第一性原理超级计算，被用以了解精确的能带曲率和对应的光电子密度，但对算力和算时要求甚高。研发者亦常采用"唐-崔瑟豪斯理论"  的低维多带迭代法来解决此问题。
- 硫化铅(PbS)
- 碲化汞镉（称为MCT、HgCdTe）
- 锑化铟(InSb)
- 砷化铟
- 砷化铟镓
- 硒化铅
- QWIP
- 钽酸锂（LiTaO3）
- 硫酸三甘氨酸(TGS)
- 硅化铂（PtSi）

## 也可以看看
- 红外成像